# Термальні купальні Косино

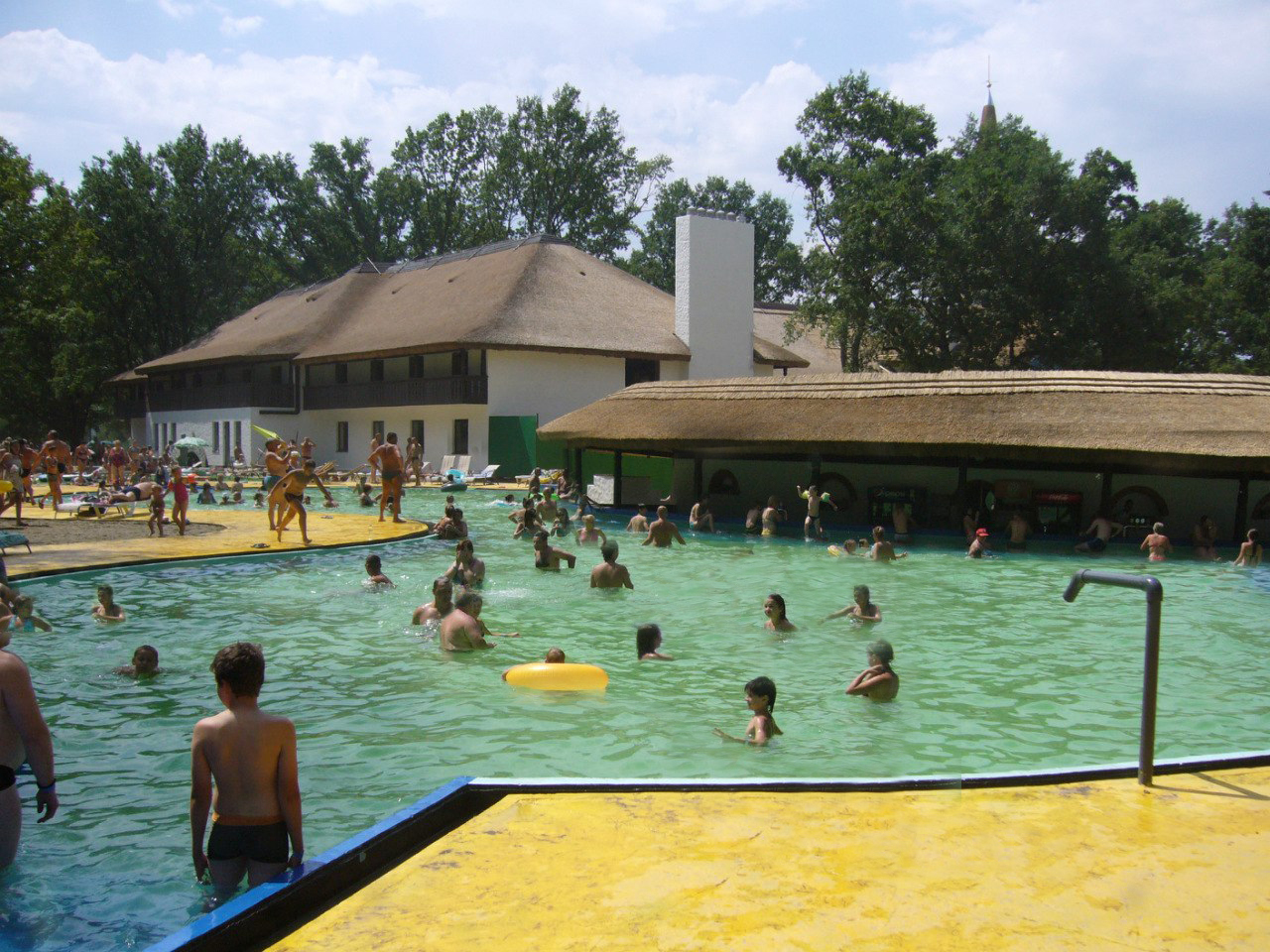
Термальні купальні Косино

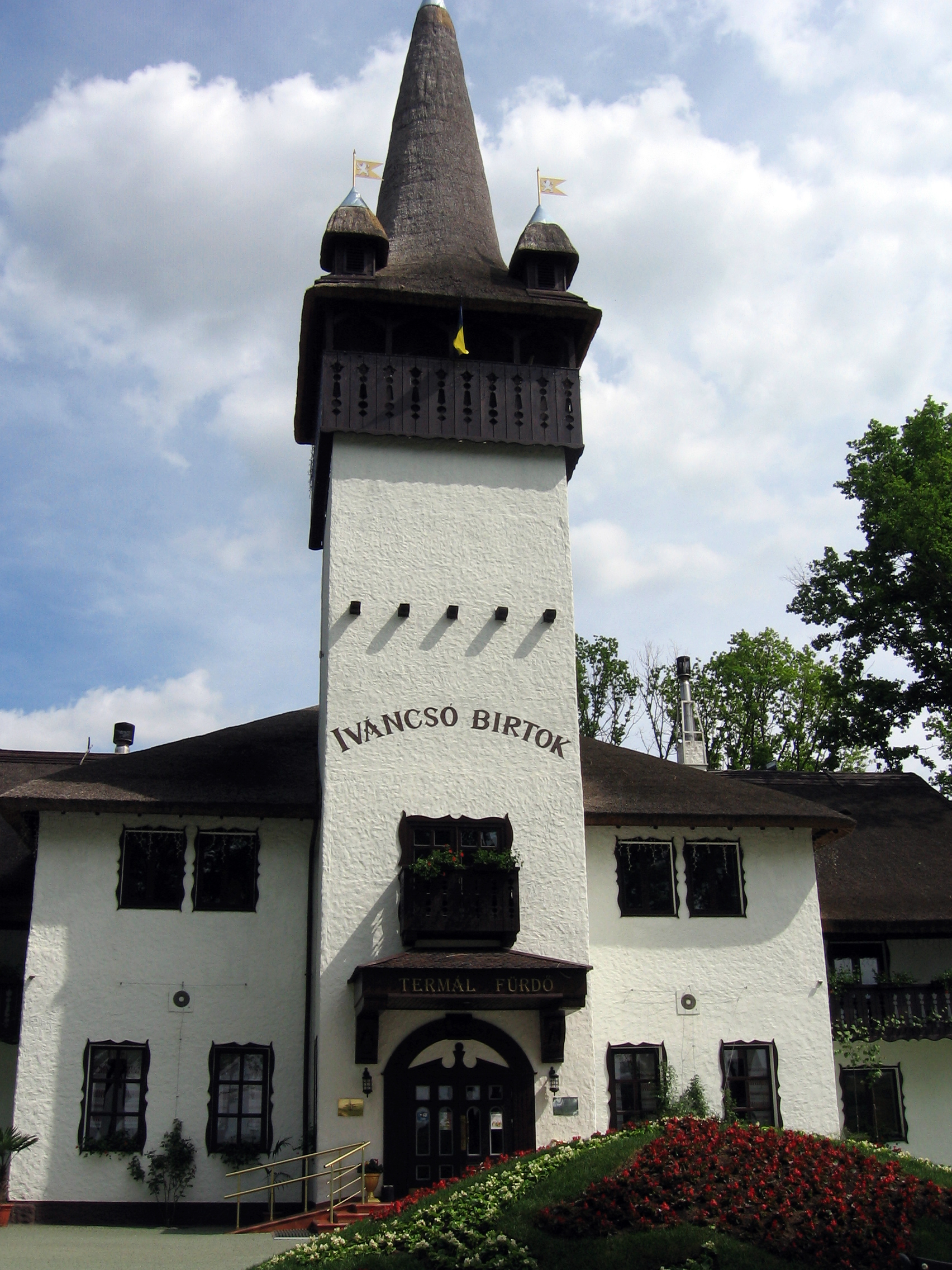
Термальні купальні Косино

Термальні води Косино — рекреаційно-відпочинковий об'єкт, зона відпочинку «Шошто-Термал», розташований в селі Косонь Закарпатської області Берегівського району. Локалізовані в зоні залягання мінеральних термальних вод.
Басейни наповнюють гарячою мінеральною водою, яку викачують глибинними насосами зі свердловин.

## Фізичні характеристики
Станом на 2012 р. діє 3 свердловини, глибина яких 1190 метрів. На поверхню вода потрапляє з температурою близько +55 °C, охолоджується до +41 °C і подається в басейни. pH близько 6,08. Рівень мінералізації: 8,5 — 11,00 г/дм³.
Унікальність термальної води курорту «Косино» полягає в тому, що вона багата на залізо (масова концентрація 1,62), марганець, калій, кремній, натрій, фтор, цинк та інші мікроелементи, які комплексно впливають на весь організм людини.

## Лікувальні властивості
Термальна вода Косинського родовища має загальний оздоровчий ефект на організм, наповнює його необхідними для нормального функціонування речовинами та мікроелементами. Згідно з офіційним висновком МОЗ та Українського науково-дослідного інституту медичної реабілітації та курортології.

## Фотогалерея

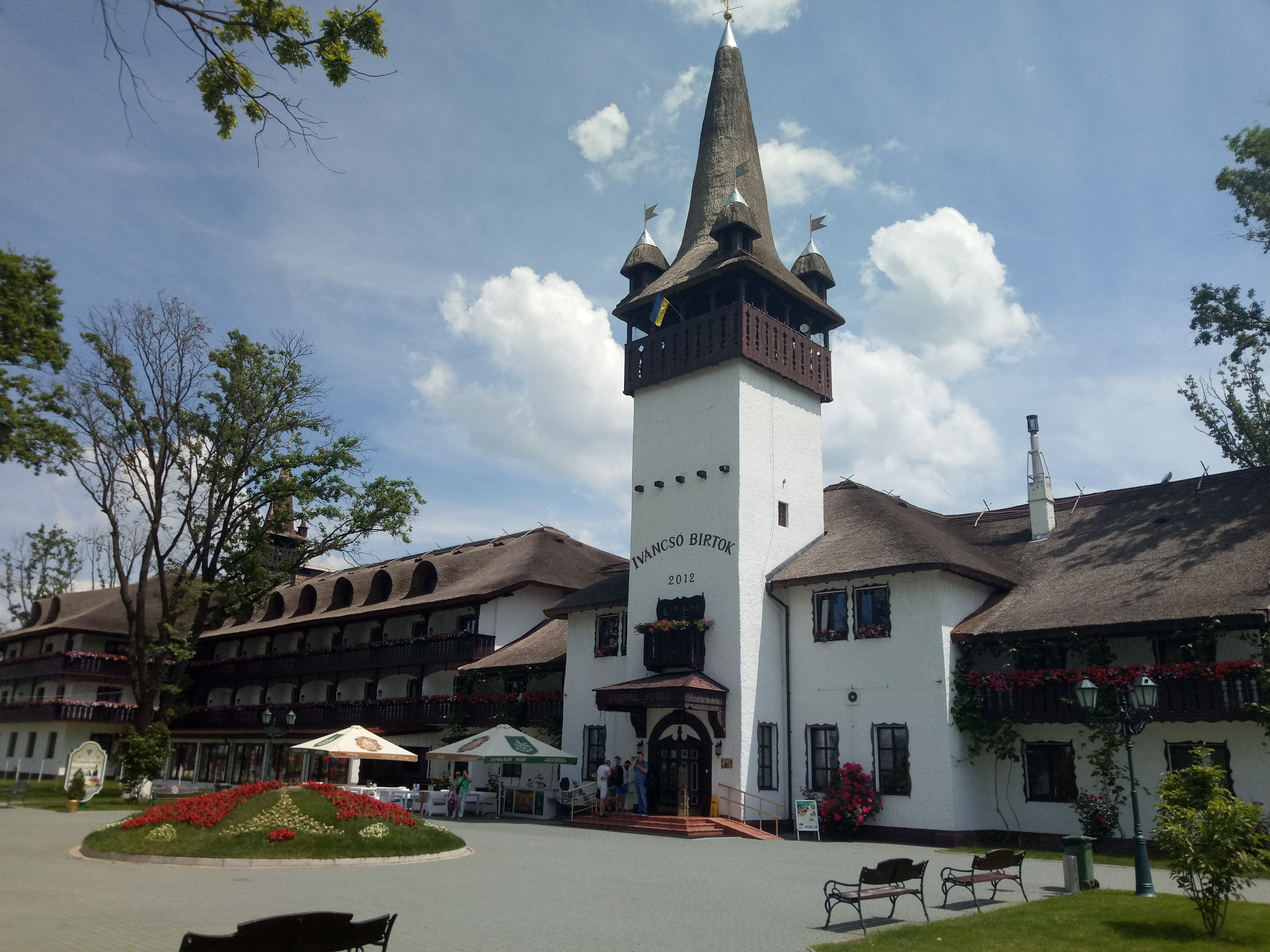
Вхід до комплексу
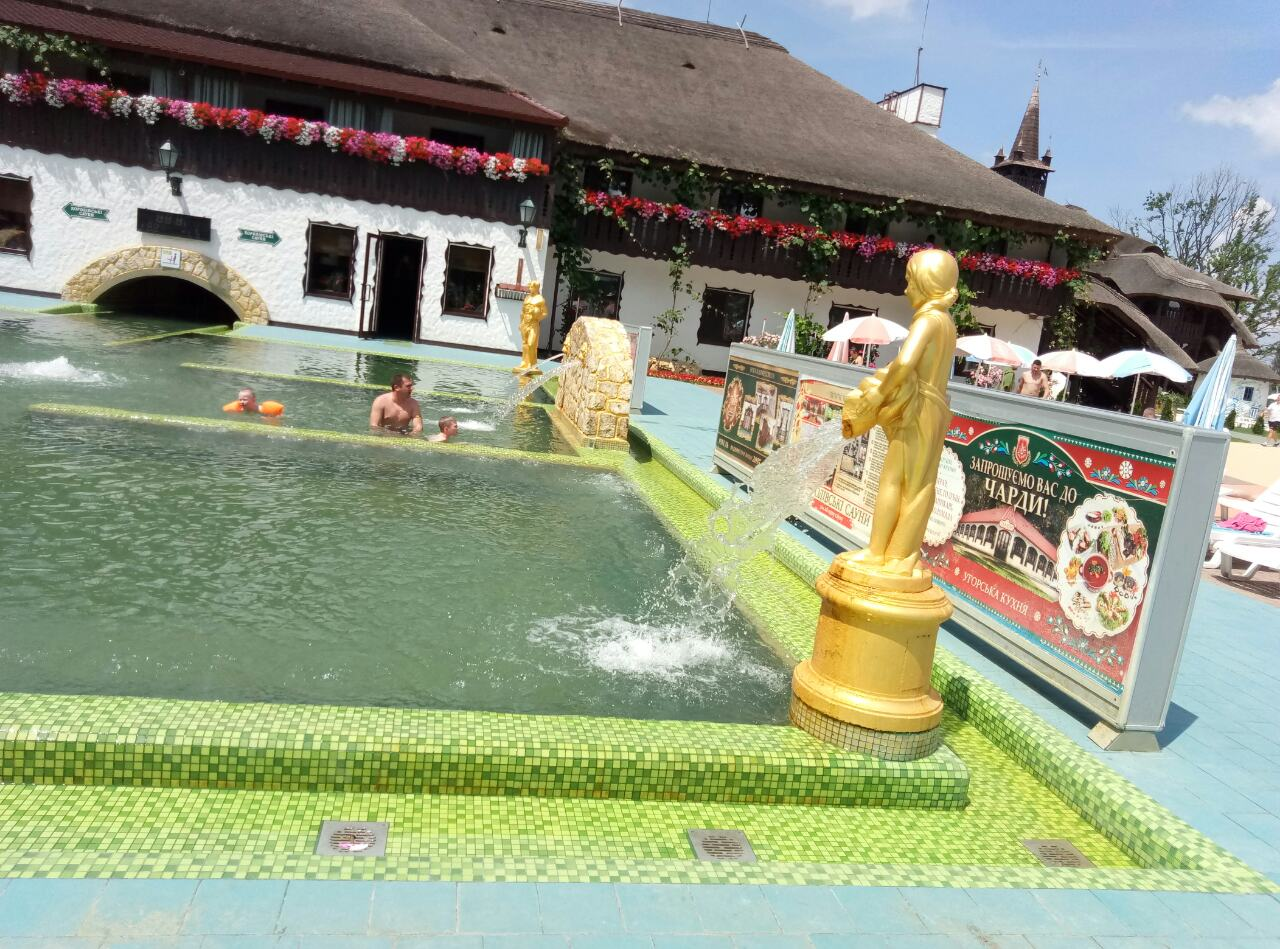
Смарагдовий басейн (вхід з центрального входу)
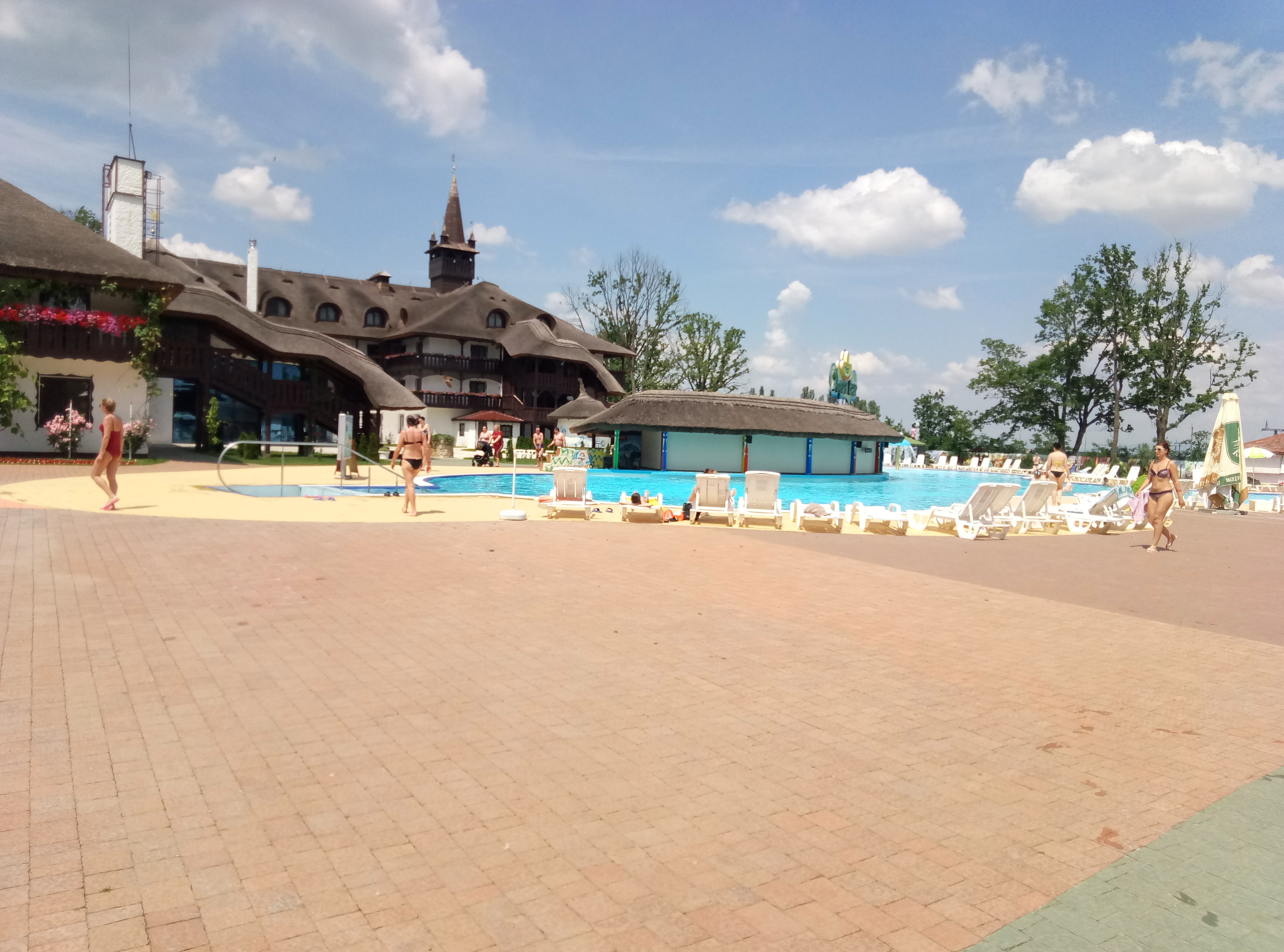
Басейн “H2O” з холодною водою
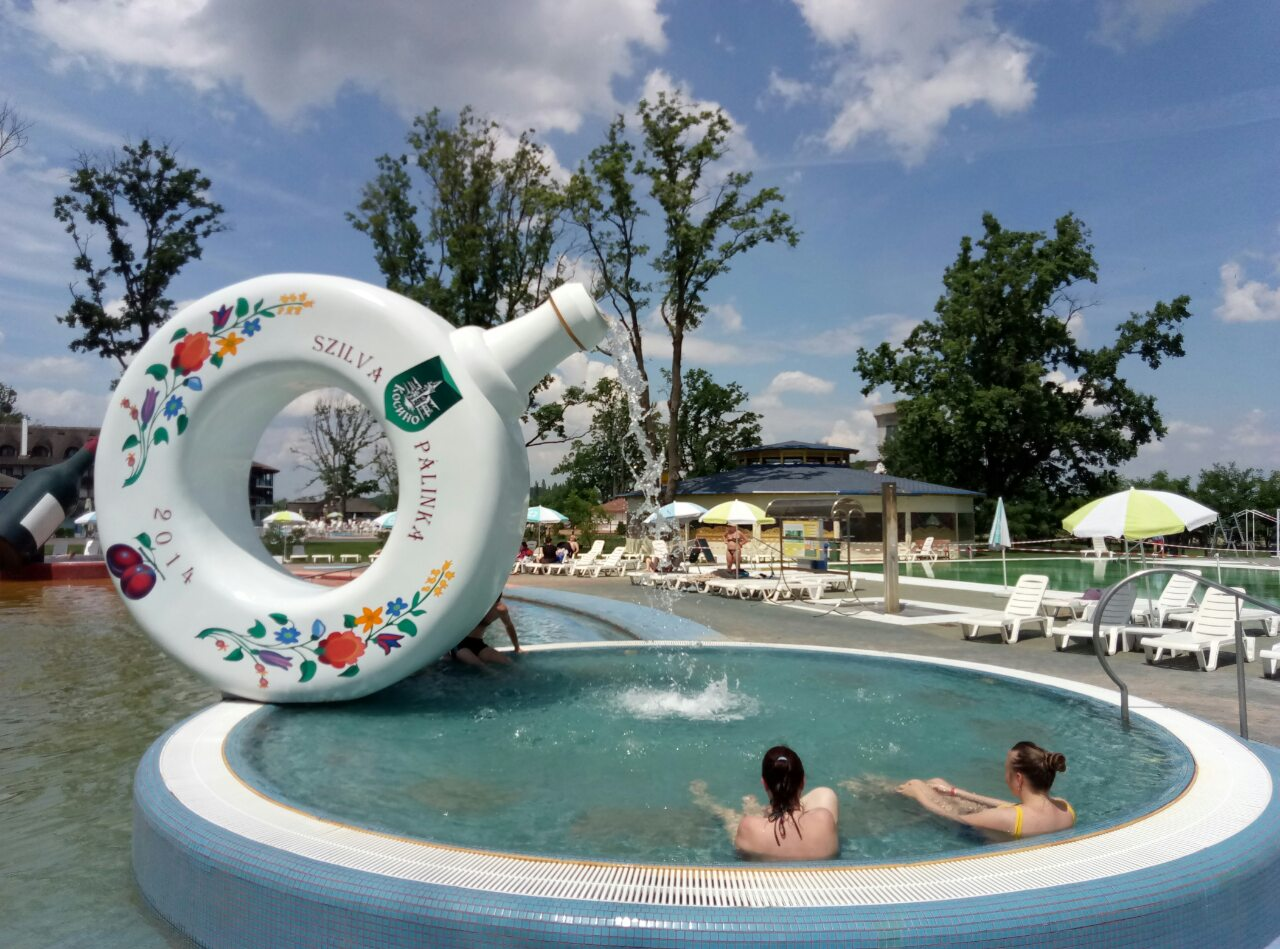
фонтан-джакузі
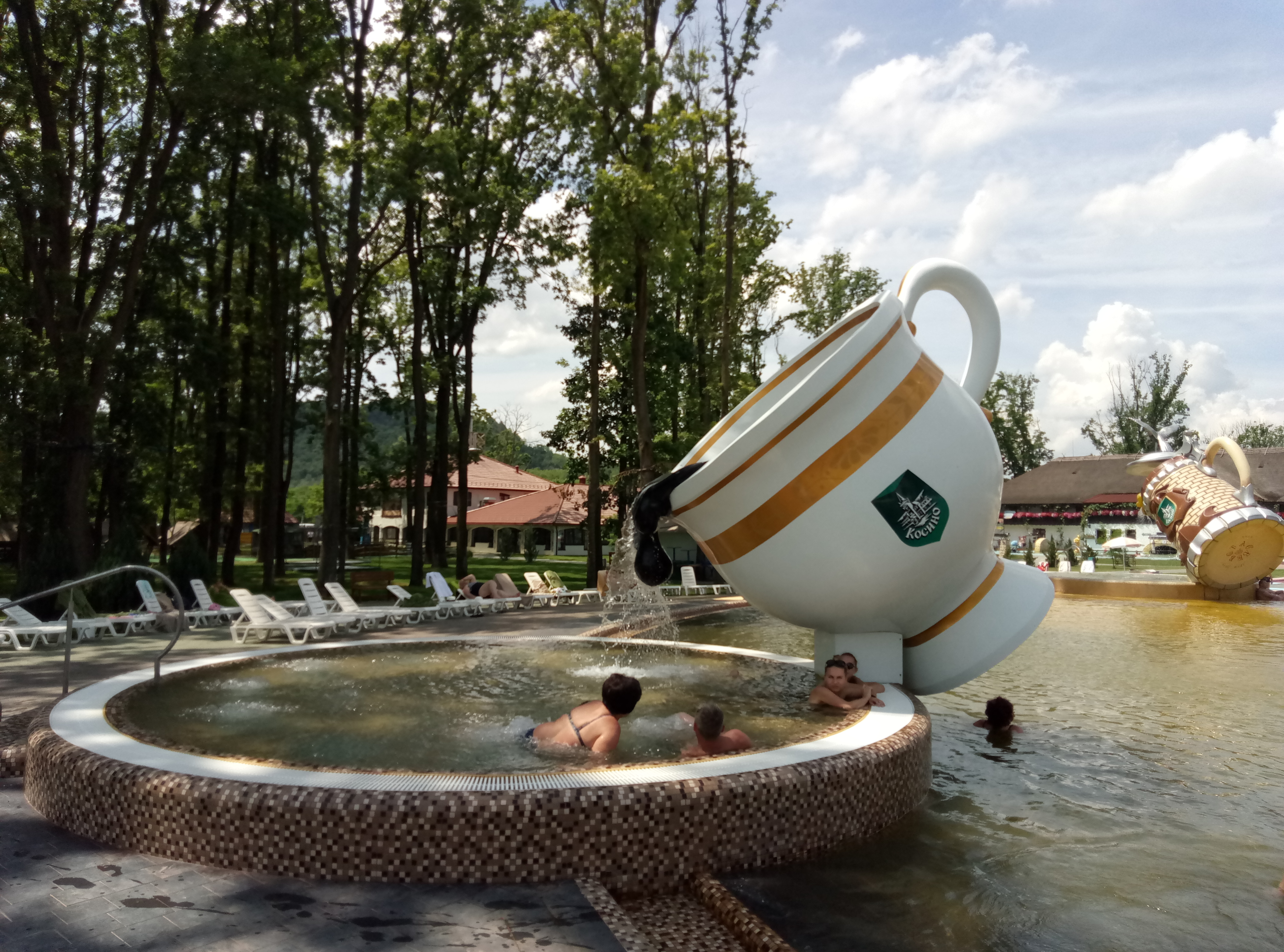
фонтан-джакузі
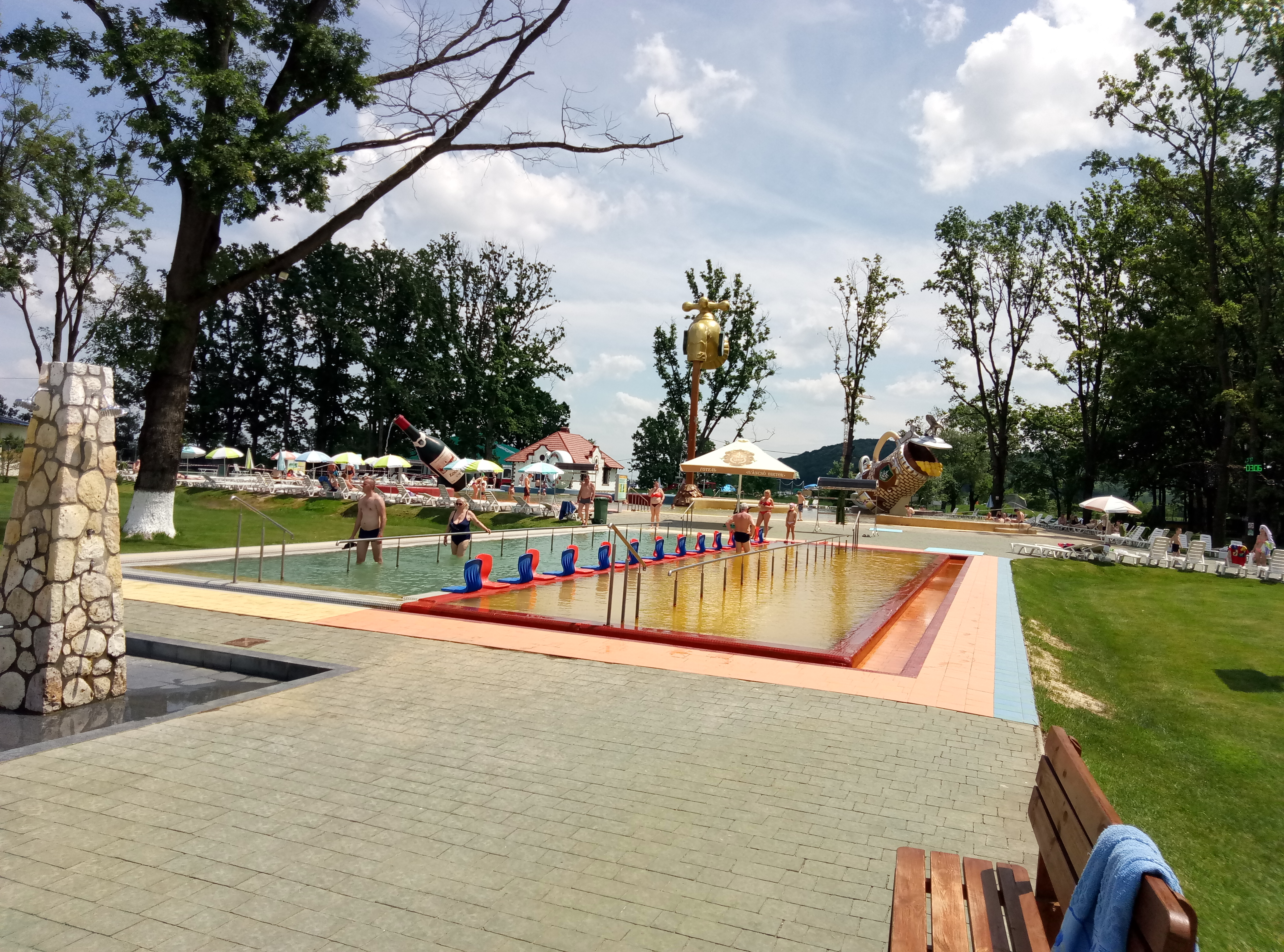
Басейн “Інь-Ян”
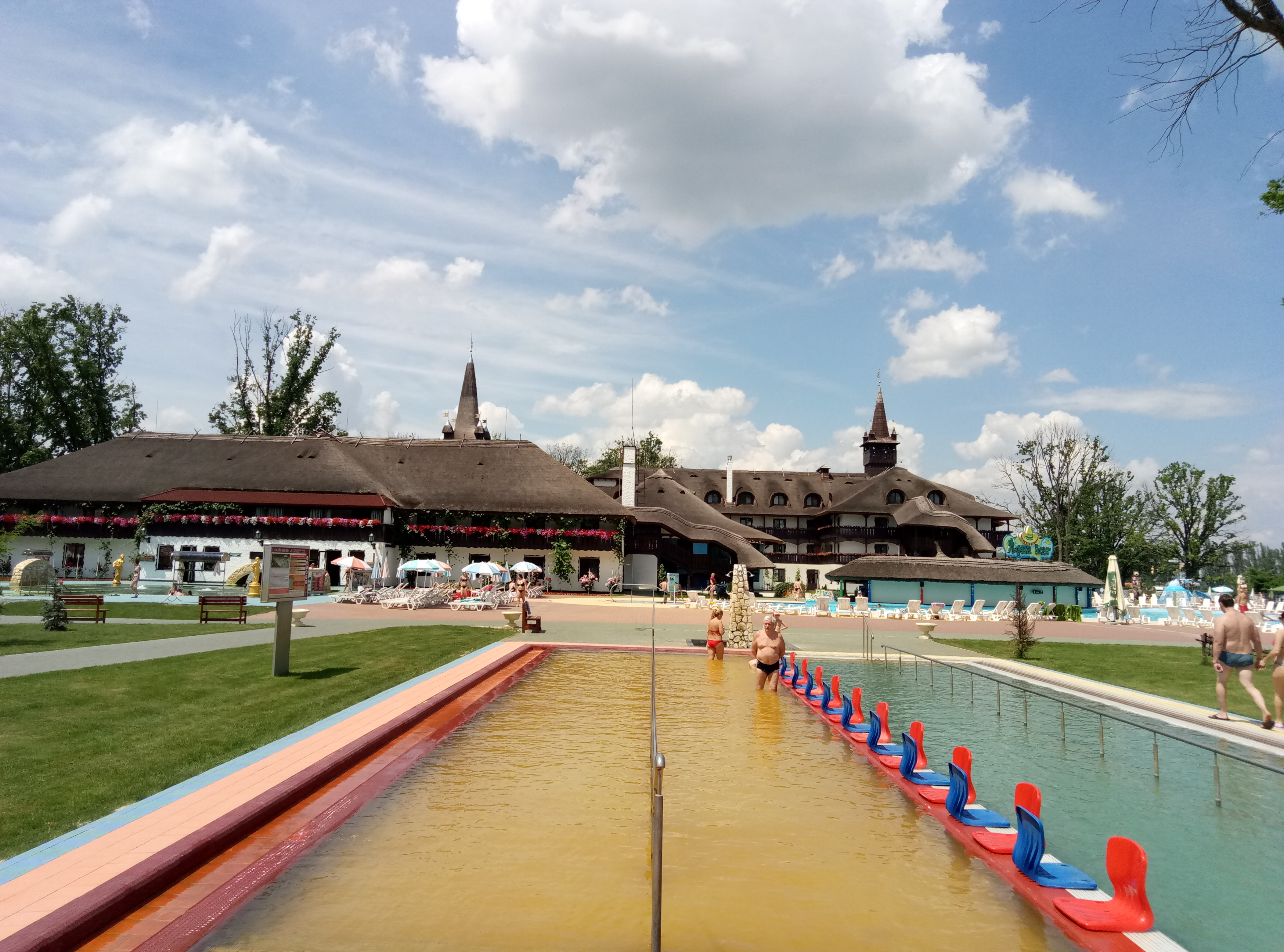
Вигляд з контрастного басейну на центральний корпус
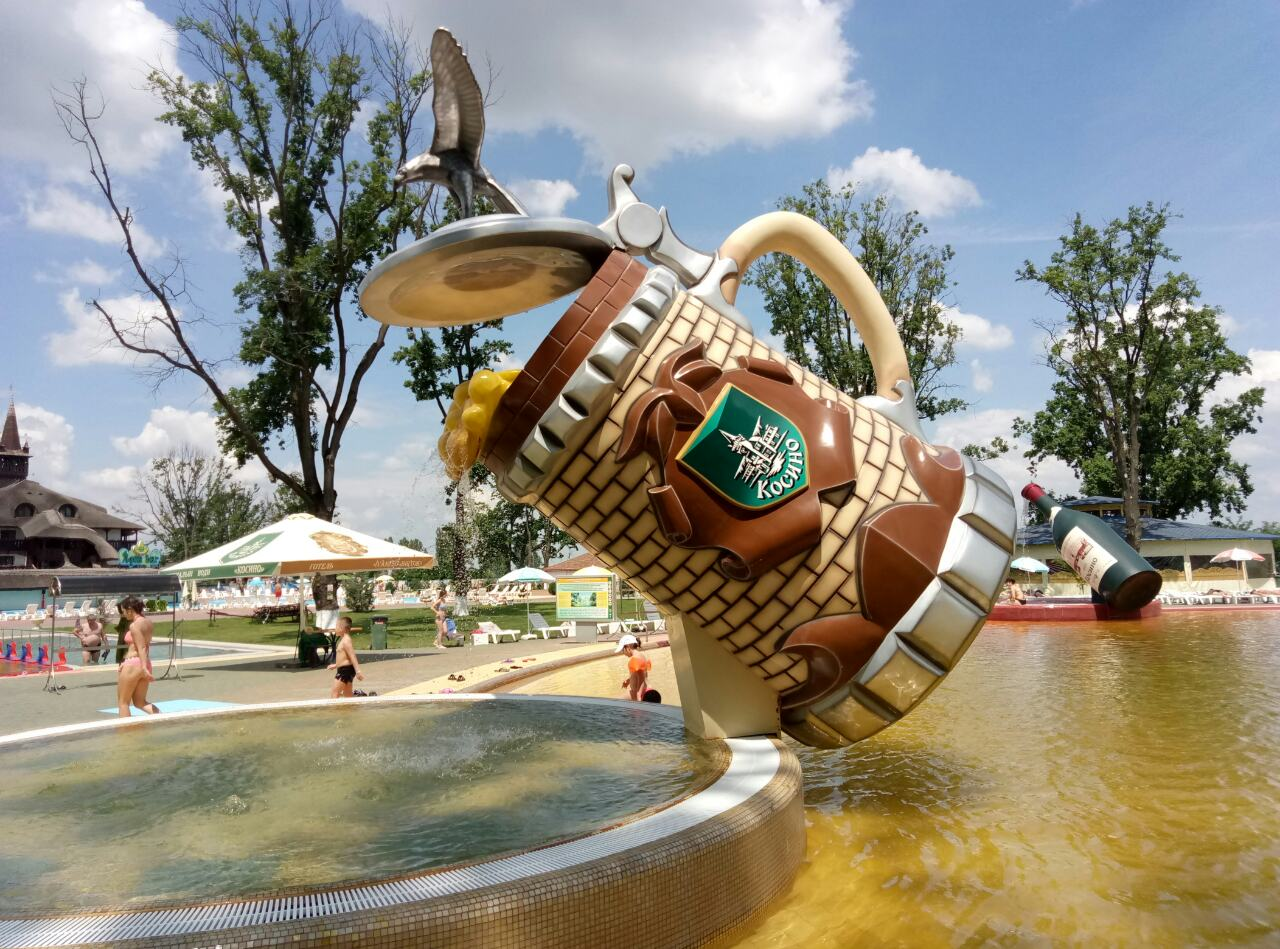
фонтан-джакузі
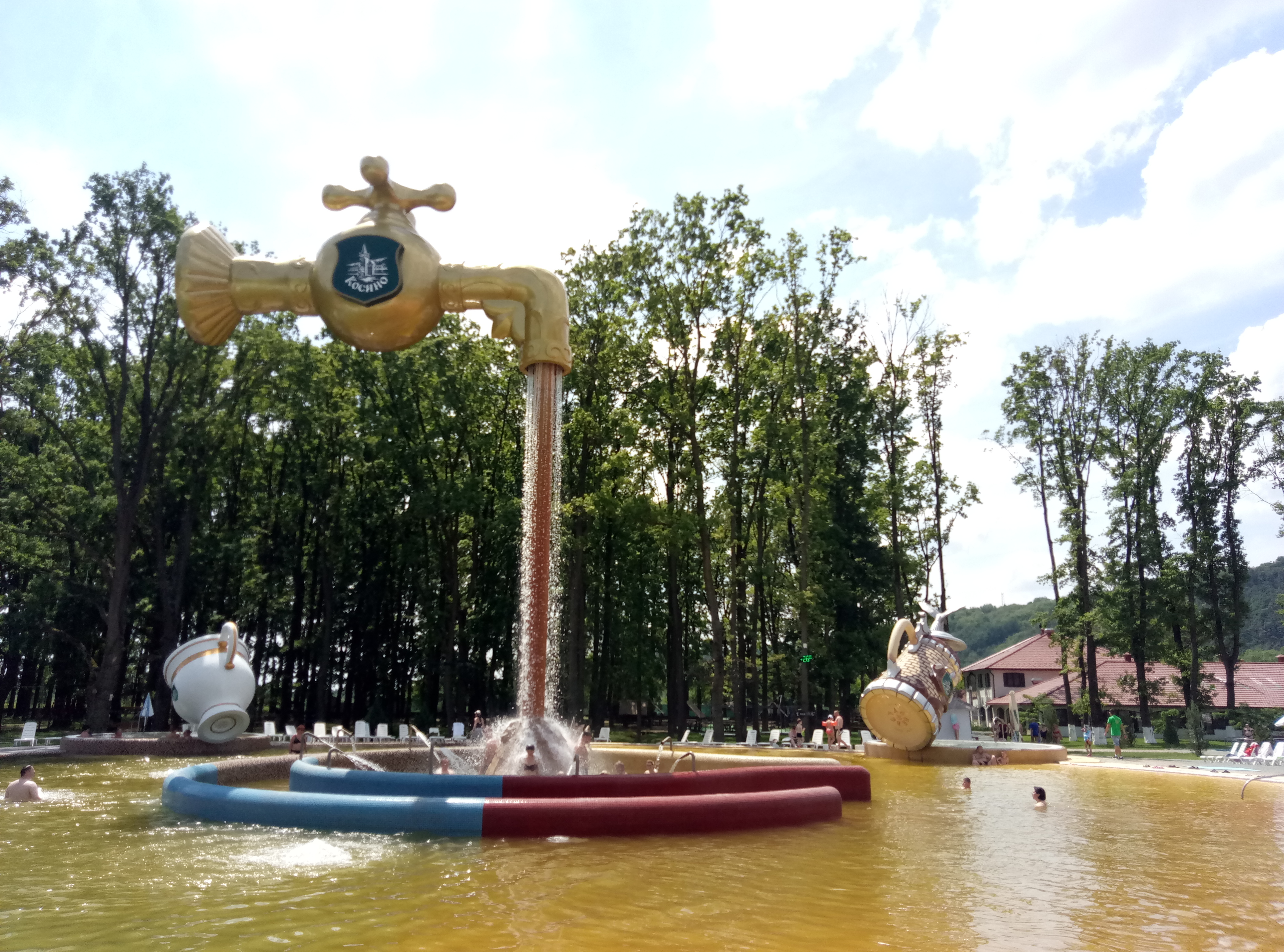
"Золотий кран здоров’я"